# 200 km/h in the Wrong Lane Tour
Die 200 km/h in the Wrong Lane Tour war die zweite Konzert-Tournee des russischen Gesangs-Duos t.A.T.u. Das Duo trat zwischen den Konzerten häufig in Fernsehsendungen wie Top of the Pops und dem Eurovision Song Contest 2003, sowie auf vielen verschiedenen Veranstaltungen auf, was zu einem erheblichen Zeitabstand zwischen den jeweiligen Konzerten führte. Ein Großteil der festgelegten Konzerttermine wurde abgesagt oder verschoben, was für einigen Unmut unter den Fans sorgte, und den Charakter einer zusammenhängenden Konzerttournee vermissen ließ. Insgesamt fanden 14 geplante Konzerte nicht statt.
Zuerst abgesagt wurden neun Konzerte in Polen, die für den Zeitraum zwischen dem 25. Februar und dem 6. März hätten stattfinden sollen, sowie jeweils ein Auftritt in St. Petersburg und Kiew. Ebenfalls abgesagt wurden alle Konzerte im Vereinigten Königreich. Für den 2., 4. und 6. Mai waren Konzerte in der Wembley Arena in London und der Manchester Arena in Manchester geplant gewesen, für die aber nur sehr geringen Nachfrage bestand. Obwohl t.A.T.u. in Großbritannien vier Wochen lang die Spitze der Charts mit ihrer Single All the Things She Said belegt hatten, wurden nur 3.000 der insgesamt 34.000 angebotenen Konzertkarten verkauft. Viele Eltern verboten ihren Kindern die Konzerte zu sehen, da sie diese für unanständig hielten. Als offizieller Grund für die Konzertabsagen wurde eine Erkrankung Julija Wolkowas angegeben, die es ihr unmöglich machte hohe Töne zu singen und ihre Stimme auf ewig hätte ruinieren können. Diese Erkrankung hatte zu diesem Zeitpunkt zwar tatsächlich bestanden, wäre allerdings kein Hinderungsgrund gewesen, da t.A.T.u. damals ohnehin fast ausschließlich Playback bei ihren Auftritten zum Einsatz kommen ließen.
Nach ihrem Auftritt beim Eurovision Song Contest in Riga sollten die beiden Sängerinnen eigentlich sieben Konzerte in Deutschland geben, unter anderem in Berlin, Hamburg und München. Diese hatten schon mehrere Wochen zuvor stattfinden sollen, allerdings hatten beiden Mädchen keine Einreisegenehmigung von den deutschen Behörden erhalten, weshalb zuerst die europäischen Nachbarländer bereist worden waren. Da Katina und Wolkowa allerdings kurzfristig zu den MTV Movie Awards 2003 am 31. Mai nach Los Angeles eingeladen wurden und auch dort auftreten sollten, mussten die Konzerte verschoben werden. Die Movie Awards wurden den Konzerten in Deutschland vorgezogen, da noch nie eine russische Band zu diesen prestigeträchtigen Feiern eingeladen worden war. Daher fand nur das Konzert am 27. Mai in Saarbrücken statt, alle anderen wurden verschoben. Am 13. Juni wurde das Konzert auf dem Bonner Museumsplatz nachgeholt, alle anderen Konzerte fanden letztlich niemals statt.
Ein Konzert in Riga am 14. Juni wurde ebenfalls aufgrund zu geringer Kartenverkäufe abgesagt. Ebenfalls abgesagt wurden drei Konzerte in Israel, da die beiden Sängerinnen auch hier Probleme hatten eine Einreisegenehmigung zu erhalten. Alle nachfolgenden Konzerte fanden planmäßig statt.

## Konzertdaten
| Datum             | Stadt            | Land        | Ort              | Besucher |
| ----------------- | ---------------- | ----------- | ---------------- | -------- |
| 11. Februar 2003  | Hradec Králové   | Tschechien  | Zimní Stadion    | 7.700    |
| 13. Februar 2003  | Brünn            | Tschechien  | Kajot Arena      | 7.200    |
| 14. Februar 2003  | Ostrava-Poruba   | Tschechien  | Zimní Stadion    | 5.000    |
| 17. Februar 2003  | České Budějovice | Tschechien  | Sportovní hala   | 2.500    |
| 18. Februar 2003  | Prag             | Tschechien  | Hala BC Sparta   | 2.700    |
| 25. März 2003     | Moskau           | Russland    | Stone Club       |          |
| 27. Mai 2003      | Saarbrücken      | Deutschland | Saarlandhalle    | 2.000    |
| 13. Juni 2003     | Bonn             | Deutschland | Museumsplatz     | 1.500    |
| 10. August 2003   | Kopenhagen       | Dänemark    | Bøgescenerne     | 25.000   |
| 13. August 2003   | Istanbul         | Türkei      |                  |          |
| 24. Oktober 2003  | Hongkong         | Hongkong    | Hafengelände     | 11.000   |
| 26. Oktober 2003  | Tokio            | Japan       |                  |          |
| 18. Dezember 2003 | St. Petersburg   | Russland    | SKK Peterburgski | 25.000   |